# Hassan Moumen
Hassan Moumen est un entraîneur marocain de football né le 1er novembre 1957 à khémisset
(Maroc).

## Biographie
Il a fait ses débuts en tant que Professeur d’Education Physique et Sport, puis il est devenu encadreur-formateur chargé de la formation des entraîneurs de football (FRMF). 
Il a été nommé Entraîneur (puis directeur technique) de la sélection régionale junior de la ligue du Gharb Rabat ainsi qu'entraîneur de la sélection nationale minime.
Après avoir entraîné l'Ittihad Khémisset pendant plusieurs années et différentes équipes seniors du Botola PRO, il est devenu le manager général du FUS de Rabat en 2008.
Il a été nommé entraîneur temporaire de la sélection nationale marocaine du football, en juillet 2009.

## Formation
- 1985 : Diplômé de l’Institut Royal de Formation des Cadres du Ministère de la Jeunesse et du Sport, spécialité Football - durée d’études 4 ans « Rabat ».
- 1987 : Certificat de l’Ecole Normale Supérieur option EPS.
- 1995 : Certificat de stage de formation des formateurs en football organisé par la FIFA (FUTURO) en collaboration avec la Fédération Royale Marocaine du Football FRMF « My. Rachid ».
- 6 avril 1996 : Attestation de stage de préparateur physique organisé par la FRMF et encadré par Jacques Devismes.
- 12 avril 1996 : Attestation de stage de formation continue organisé par la FRMF et encadré par Jean-François Jodar.
- 1997 : Attestation de participation au stage de formation organisé par la ligue du Ghrab sous la direction de Jacques Thibaud.
- 2004-2005 : Diplôme de Master, spécialité Entraînement et Management du Sport « Dijon France ».
- 2007 : Diplôme Instructeur Confédération africaine de football (Mali).
- 2008 : Diplôme Instructeur Confédération africaine de football (Casablanca).

## Carrière en tant que joueur
- 1977-1978 :  Wydad Athletic Club
- 1978-1990 :  Ittihad Khémisset[2]

## Carrière d’entraîneur
- 1989-1992 :  Ittihad Khémisset
- 1992-1993 :  Sélection Ligue du Gharb - Catégorie junior
- 1993-1994 :  Sélection Ligue du Gharb - Catégorie olympique & Sélection Nationale - Catégorie minime
- 1995-1997 :  Ittihad Khémisset
- 1997-1998 :  Maroc - Catégorie Junior
- 2001-2002 :  Ittihad Khémisset
- 2002-2003 :  Jeunesse El Massira
- 2003-2004 :  Ittihad Khémisset
- 2005-2008 :  Jeunesse El Massira
- juil. 2009-juin 2010 :  Maroc
- jan. 2013-avr. 2013 :  Difaâ d'El Jadida

## Carrière de directeur technique
- 1994-1995 :  Ittihad Khémisset
- 20 août 1995 :  Ligue du Gharb
- 1998-1999 :  Wydad Athletic Club
- 1999-2000 :  Wydad de Fès
- 2004-2005 :  Wydad Athletic Club
- 2005-2006 :  Ittihad Khémisset
- 2014- :  Olympique de Safi

2010-2014 FUS de Rabat 
2020- instant:IZK de khemisset